# نلسون پیکه
نلسون پیکه (پرتغالی: Nelson Piquet؛ زادهٔ ۱۷ اوت ۱۹۵۲) یک اتومبیل‌ران فرمول ۱ بازنشسته اهل برزیل است.
وی از سال ۱۹۷۸ تا ۱۹۹۱ به صورت حرفه‌ای در مسابقات فرمول ۱ شرکت می‌کرد و قهرمان مسابقات فرمول یک فصل ۱۹۸۱، مسابقات فرمول یک فصل ۱۹۸۳ و مسابقات فرمول یک فصل ۱۹۸۷ شده‌است. پیکه سومین و آخرین قهرمانی خود را در سال ۱۹۸۷ در جریان نبردی شدید با هم تیمی خود نایجل منسل به دست آورد که روابط این دو را تیره و تار کرد. پیکت پس از آن برای سالهای ۱۹۸۸–۸۹ به لوتوس رفت و در آنجا سومین افت فرم خود را تجربه کرد. او سرانجام در سال ۱۹۹۰–۱۹۹۱ به تیم بنتون رفت و در آنجا قبل از بازنشستگی توانست سه مسابقه را به دست آورد.